# متیلدا استاریج
متیلدا استاریج (انگلیسی: Matilda Sturridge؛ زادهٔ ۱ مهٔ ۱۹۸۸) بازیگر اهل بریتانیا است.
از فیلم‌ها یا مجموعه‌های تلویزیونی که وی در آن‌ها نقش داشته است، می‌توان به دربارهٔ زمان، بورجیاها، آدمکشان میدسامر و پوآرو اشاره نمود.